# Xperia Ace
 Xperia Ace（エクスペリア エース）は、ソニーモバイルコミュニケーションズによって開発された、第4世代移動通信システム・第3.9世代移動通信システム・第3世代移動通信システム対応のAndroid端末である。
日本国内ではMNOのNTTドコモ、楽天モバイル、MVNOのIIJmio、goo Simseller、mineo、nuroモバイルから発売並びに発売予定がされている。NTTドコモのローカライズモデルSO-02Lの情報は、当該項目を参照。

## 概要
本機種は国内XperiaシリーズではX Compact以来のミドルレンジモデルとなる。2019年5月にNTTドコモより発表。コンセプトは若年層をターゲットにし、カメラ機能や使いやすさ・コストパフォーマンスに追及する事をアピールしている。2019年9月、楽天モバイル、IIJmio、goo Simseller、mineo、nuroモバイルが取り扱うことを発表。
デザインはスタンダードでフラットな従来路線を継承。18:9比率のFHD+ディスプレイを搭載しつつ厳選された素材を採用としながらも幅が67㎜に抑えられており、片手でも操作しやすく設計している。また電源キーには指紋認証センサーが内蔵されている。
カメラでは同時期発売のXperia 1ではトリプルレンズカメラを搭載しているが、本機種では従来通りのシングルカメラとなっている。Xperiaのコンパクトシリーズとしては初の光学式と電子式を組み合わせたハイブリッド手ブレ補正に対応した。インカメラは画角約120度超広角レンズを採用し、多い人数でも自撮りをする事が可能である。
また本機種では日本国内で発売されたXperiaの中でXZ1シリーズ以来となる3.5㎜イヤホンジャック搭載モデルである。
ボディカラーにはパープル、ホワイト、ブラックの3色を展開する。なお、販売元により取扱カラーは異なる。
但しXperiaシリーズとしては珍しくカメラのシャッターキーが備わっておらず、赤外線やおくだけ充電・放送受信機能も非対応である。
キャッチコピーは「あなたのキモチにFITする。」、「すきなこと、すきなだけ。「楽しい」が生まれる上質コンパクト。」、「手のひらサイズのXperia」、「撮る。観る。聞く。を片手サイズで贅沢に。」。
なお、NTTドコモにおいては過去2013年5月に同じ読み方のXperia A(エクスペリア エース) SO-04Eが発売されている。

## 歴史
- 2019年5月16日 - NTTドコモ、及びソニーモバイルコミュニケーションズジャパンよりSO-02Lの公式発表ならびに事前予約受付開始。
- 2019年6月1日 - NTTドコモにおいてSO-02L発売開始。
- 2019年9月6日 - 楽天モバイルでの取扱を発表[11]。
- 2019年9月24日 - IIJmio、goo Simseller、mineo、nuroモバイルでの取扱を発表[12]。
- 2019年10月11日 - IIJmio、goo Simseller、mineo、nuroモバイルでの発売開始。
- 2020年7月6日 - Android 10へのアップデート開始